# 世界劳工联合会
世界劳工联合会（英语：World Confederation of Labour，简称世界劳联，英文缩写WCL）是一个天主教国际工会组织。世界劳联在第三世界设有区域性组织：亚洲工会兄弟会、美洲和加勒比地区的拉美工会中心、非洲工人工会民主组织。

## 历史

### 西歐的教會根源
1920年欧洲10个国家的各基督教民主党派在海牙成立国际天主教工会联合会（International Federation of Christian Trade Unions，IFCTU），简称“国际天主教工联”，虽然字面直译为国际基督教工会联合会，但该组织为支持天主教教廷，中文语境下传统称为天主教工联。 最初依靠天主教信众，以新通喻与四十年通喻为意识形态基础，成为歐洲工會对抗赤色职工国际的其中一种选择。
最初的章程中，该组织的目标是为劳工权利，也为人类的体面、民主与国际团结。
1920年代后期，随着大萧条，欧洲出现了越来越多IFCTU所反对的独裁政府。纳粹德国与法西斯意大利把天主教工会领导人送入集中营。第二次世界大战期间基本停止活动。
二战结束后，国际天主教工联重新恢复活动，但东欧的宗教势力工会已难以存在，尤其是蘇聯的影響下，另外奥地利、西德、意大利形成了非宗教的统一的工会联合会，宗教工会仅在比利时、荷兰和卢森堡等国，具有较为普遍的代表性，作為地區性力量。法国天主教劳工联合会规模很小，但因参与了二战中的抵抗运动而享有相当高的道德威望。1945年，国际天主教工联活躍会员总数一直拉不起來，仅有300万人。
世界工会联合会1945年9月成立时，曾邀请IFCTU加入。1945年10月IFCTU在布鲁塞尔召开代表大会，决定拒绝这一邀请。坚持“以基督教的社会道德原则”作为活动指南。1947年联合国承认国际天主教工联为其咨询组织之一。

### 宗教改革
直到20世纪50年代，国际天主教工联还是欧洲区域性的劳工组织。1950年代后期，IFCTU为了吸引非洲的穆斯林与亚洲的佛教徒，1959年在西贡召开讨论会研究跨宗教的可行性。1968年10月在卢森堡召开的第16届大会决定更名为世界劳工联合会（缩写为WCL），打破了以往严格限于天主教的意识形态。《基本宣言》（Declaration of Principles）称：今后方针为“基于神创造了人与世界的执念，以及其他引出了建立一个团结于自由、体面、正义、兄弟情谊的人类社会的理念”。
2006年10月31日，该组织解散，并入了国际工会联合会。

## 活动领域
该组织关注劳工运动的9个方面：

### 人权与国际劳工标准
WCL着重于国际法执行，特别是国际劳工组织（ILO）的制定法规，同时致力于把劳工标准引入国际贸易政策中。

### 女职工
WCL的女职工委员会（World Women's Committee）召开年度代表会议。

### 童工
WCL支持反童工全球议程。推行《童工劳动最恶劣形式公约》（1999第182号公约）。

### 移民工人
移民作为人与作为劳工的权利。

### 经济与社会
针对经济全球化，WCL提出了自己的经济与社会对策，积极在世界贸易组织、世界银行、国际货币基金组织中发挥作用。

### 地下经济
非正式经济部门在法规与政府监管之外。WCL致力于这方面的培训与救济。

### 培训
WCL提供其成员组织的能力建设。

### 贸易活动
WCL的信息交换，称为贸易活动（Trade Action），促进培训、交换知识与咨询，支持成员参与国际机构的会议，出版新闻刊物The World of Trade Action。

### 国际团结基金
WCL创办了国际团结基金（International Solidarity Foundation，ISF）促进跨国劳工团结，提供紧急救助（使用1958年创立的团结基金）

## 进一步阅读
- ICTUR et al., (编).  6th. London, UK: John Harper Publishing. 2005. ISBN 0-9543811-5-7.